# 凱莫多羅峰
40°30′42.76″N 1°41′6.82″W / 40.5118778°N 1.6852278°W
凱莫多羅峰（西班牙語：Caimodorro），是西班牙的山峰，位於瓜達拉哈拉省和特魯埃爾省，屬於伊比利亞山脈的一部分，海拔高度1,936米，是烏尼韋爾薩萊斯山脈的最高點。